# Gråbulbyl
Gråbulbyl (Hemixos cinereus) är en fågel i familjen bulbyler inom ordningen tättingar.

## Utseende och läte
Gråbulbylen är en stor och färglös bulbyl med lysande vit strupe och en låg buskig huvudtofs. Ovansidan är gråbrun, undersidan smutsvit, med gråaktig anstrykning på bröstet. En tydlig mörk fläck syns mellan öga, strupe och näbbrot. Fåglar i kontinentala Sydostasien har rätt mörk ovansida, medan de på Borneo är ljusare ovan med gulgrön ton på vingar och stjärt. Lätena är inte särskilt melodiska men varierade, alltifrån nasala och sorgsamma "wheer" till ljusa "deee" och upprepade "djeer, djeer, djeer".

## Utbredning och systematik
Systematiken kring gråbulbylen är omtvistad bland olika internationella auktoriteter. Vanligen delas den upp i två underarter med följande utbredning:
- Hemixos cinereus cinereus – Malackahalvön och Sumatra
- Hemixos cinereus connectens – norra Borneo

Sedan 2014 urskiljer Birdlife International och naturvårdsunionen IUCN connectens som den egna arten "grönvingad bulbyl". Å andra sedan behandlar vissa gråbulbylen, med båda underarter, som en del av brunörad bulbyl.

## Levnadssätt
Gråbulbylen hittas huvudsakligen i städsegröna lövskogar i bergstrakter, men kan även förekomma i lägre liggande områden. Den är en social fågel som uppträder i både artrena och blandade flockar, framför allt vid fruktbärande träd.

## Status
IUCN bedömer hotstatus för cinereus och connectens var för sig, båda som livskraftiga.